# Space Hulk: Vengeance of the Blood Angels
Space Hulk: Vengeance of the Blood Angels est un jeu édité par Electronic Arts dans le monde de Warhammer 40,000. Il met en scène des Space Marines de l'Imperium (les Blood Angels) aux prises avec une race d'aliens, les Genestealers (Tyranides). L'action se passe dans un vaisseau spatial décimé par cette race colonisatrice.

## Accueil
| Space Hulk 2 |      |            |
| Média        | Pays | Notes      |
| Edge         | GB   | 8/10 (3DO) |
| Gen4         | FR   | 4/6        |
| Joystick     | FR   | 89 %       |
| PC Gamer UK  | GB   | 86 %       |
| PC Team      | FR   | 87 %       |